# Atak powietrzny

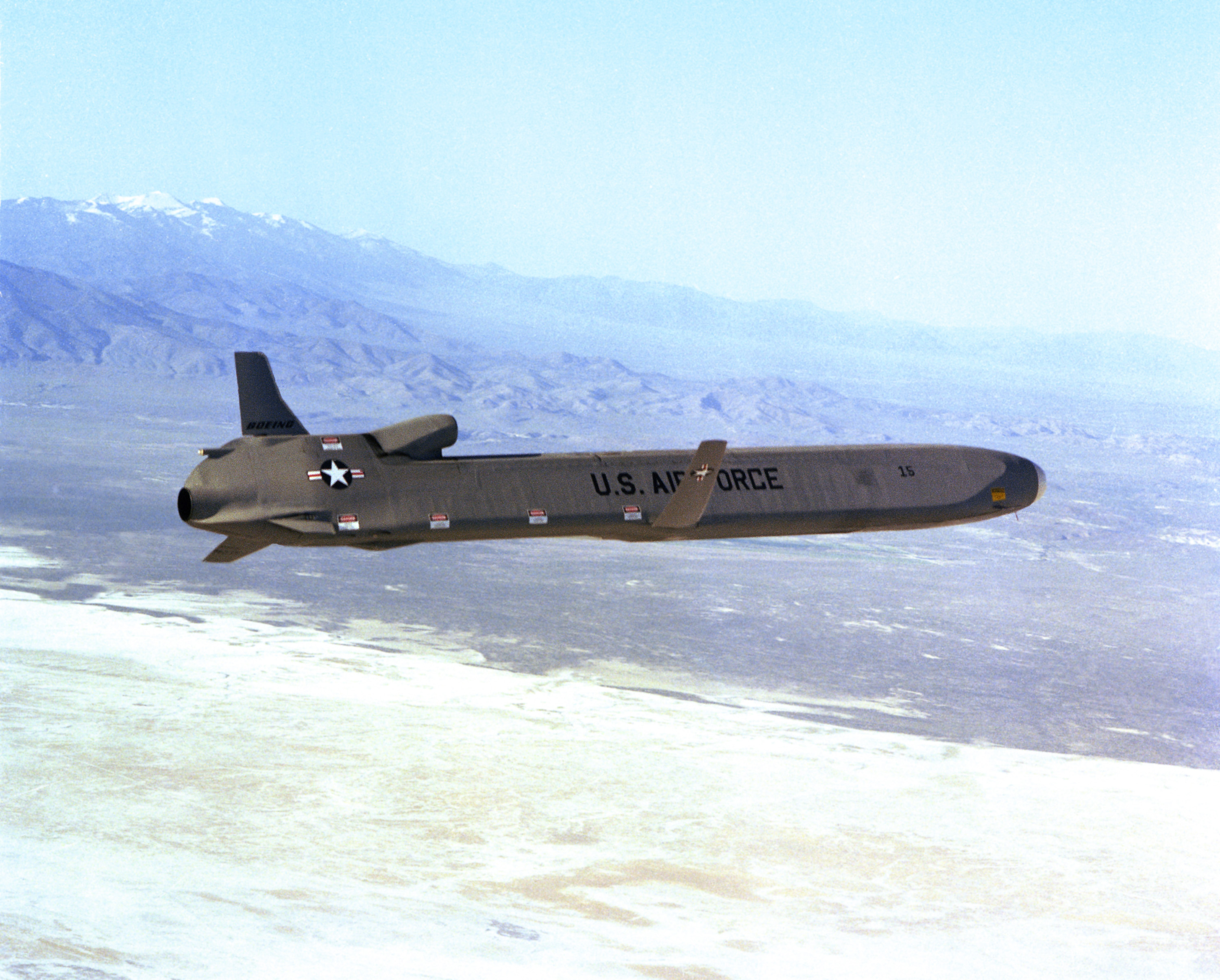
Pocisk manewrujący AGM-86 ALCM w ataku powietrznym

Atak powietrzny – w wojskowości, atak środków napadu powietrznego z użyciem środków rażenia, celem wykonania określonego zadania.
Ataki powietrzne wykonywane są siłami lotnictwa i bezpilotowych środków napadu. Atakowane jest zazwyczaj ugrupowanie wojsk i obiekty administracyjno-przemysłowe przeciwnika z pełnym wykorzystaniem możliwości bojowych środków napadu. Atak powietrzny stanowi jedną z decydujących form działań wojennych. Wpływa w sposób istotny na sposób prowadzenia działań bojowych i możliwości osiągnięcia celu walki, bitwy czy kampanii.